# Perissomastix
Perissomastix är ett släkte av fjärilar. Perissomastix ingår i familjen äkta malar.

## Dottertaxa tillPerissomastix, i alfabetisk ordning[1]
- Perissomastix acutibasis
- Perissomastix adamasta
- Perissomastix afghana
- Perissomastix agenjoi
- Perissomastix amseli
- Perissomastix asiriella
- Perissomastix atlantis
- Perissomastix atricoma
- Perissomastix bergeri
- Perissomastix bifurcatella
- Perissomastix biskraella
- Perissomastix breviberbis
- Perissomastix caryocephala
- Perissomastix catapulta
- Perissomastix christinae
- Perissomastix cornuta
- Perissomastix crassicornella
- Perissomastix damnificella
- Perissomastix dentifera
- Perissomastix falcata
- Perissomastix flava
- Perissomastix fulvicoma
- Perissomastix gabori
- Perissomastix gibi
- Perissomastix gozmanyi
- Perissomastix hirundinea
- Perissomastix hogasi
- Perissomastix holopsamma
- Perissomastix idolatrix
- Perissomastix lala
- Perissomastix lucifer
- Perissomastix madagascarica
- Perissomastix marcescens
- Perissomastix mascherata
- Perissomastix melanops
- Perissomastix meretrix
- Perissomastix meruicola
- Perissomastix mili
- Perissomastix montis
- Perissomastix mucrapex
- Perissomastix nigerica
- Perissomastix nigriceps
- Perissomastix nigrocephala
- Perissomastix nox
- Perissomastix obscura
- Perissomastix onyx
- Perissomastix othello
- Perissomastix palaestinella
- Perissomastix pantsa
- Perissomastix paramima
- Perissomastix perdita
- Perissomastix perlata
- Perissomastix peterseni
- Perissomastix praxis
- Perissomastix protaxia
- Perissomastix pyroxantha
- Perissomastix recurvata
- Perissomastix ruwenzorica
- Perissomastix sericea
- Perissomastix similatrix
- Perissomastix stibarodes
- Perissomastix styx
- Perissomastix szunyoghyi
- Perissomastix taeniaecornis
- Perissomastix tihamaella
- Perissomastix titanea
- Perissomastix topaz
- Perissomastix varii
- Perissomastix wiltshirella
- Perissomastix zernyi